# Лосано Гонсалес, Антонио Феликс
Антонио Феликс Лосано Гонсалес (исп. Antonio Félix Lozano González; 20 ноября 1853, Аренас-де-Сан-Педро — 4 июня 1908, Сарагоса) — испанский композитор, органист, музыкальный педагог.
Начинал учиться музыке в Авиле у органиста Хуана Аррибаса, затем изучал композицию под руководством Косме де Бенито. В 1878—1883 гг. работал в Саламанке, а затем занял пост музыкального руководителя кафедрального Собора Богоматери в Сарагосе и находился в этой должности до конца жизни. В 1890 г. вместе со своим учеником Теодоро Бальо и рядом других музыкантов основал Сарагосскую консерваторию.
Наиболее значительный труд Лосано — монография «Историко-критический очерк церковной и театральной музыки в Сарагосе» (исп. Memoria histórico-crítica de la Música Popular Religiosa y Dramática en Zaragoza; 1895), вышедшая с предисловием Фелипе Педреля и охватывавшая период с XVI века до настоящего времени. Кроме того, Лосано написал для консерватории учебники гармонии и сольфеджио, а также некоторое количество церковной музыки.